# اجتماع أوغسبورغ

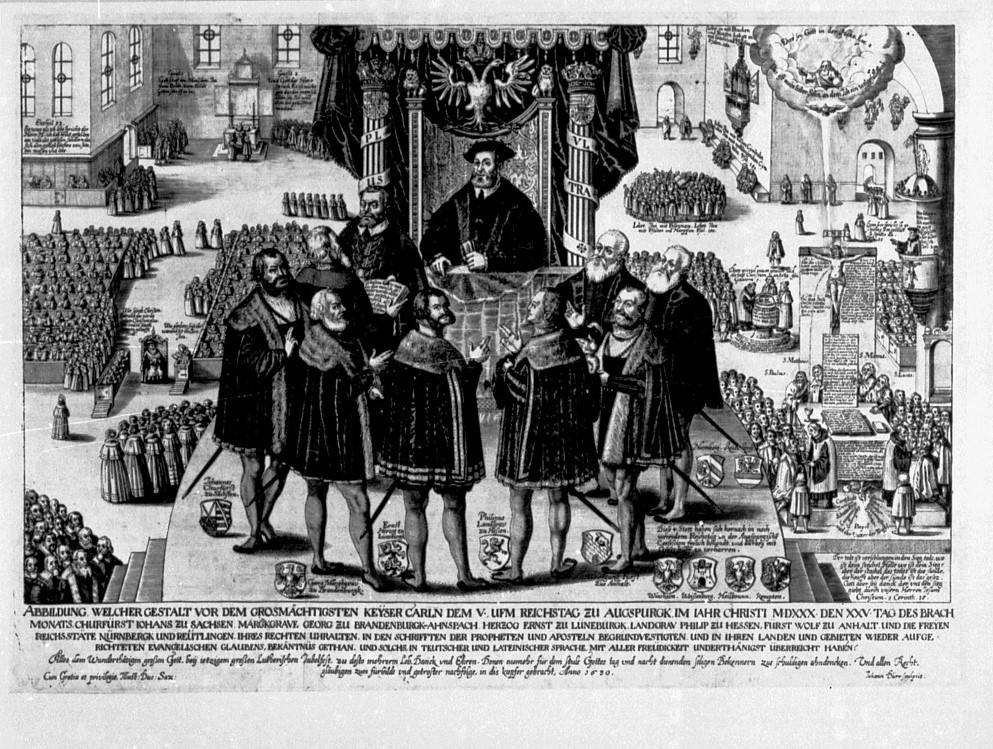

اجتماع أوغسبورغ كان لقاءًا لرايشتاغ الإمبراطورية الرومانية المقدسة في مدينة أوغسبورغ الألمانية. كانت هناك العديد من هذه الدورات ، ولكن أهمها هي الجلسات الثلاث خلال الإصلاح البروتستانتي و تلتها الحروب الدينية بين الإمبراطور الكاثوليكي شارل الخامس والإتحاد الشمالكالدي البروتستانت في أوائل القرن السادس عشر.